# Brugervenlighed
Brugervenlighed er i it-terminologi betegnelsen for den egenskab ved et system, at det er bekvemt at betjene, at systemet reagerer og fungerer som en bruger i målgruppen vil forvente. En systematisk afprøvning af brugervenlighed kalder en brugervenlighedsafprøvning.
Eksempel på brug: Hemmeligheden bag brugervenlighed er at lytte til og forstå brugeres behov, arbejdsgange, færdigheder, ordforråd, vaner og meget mere. 